# SVO-volgorde
| Woord- volgorde                                                                  | Nederlands voorbeeld | Percentage van alle talen | Voorbeeldtalen                                                                        |
| -------------------------------------------------------------------------------- | -------------------- | ------------------------- | ------------------------------------------------------------------------------------- |
| SOV                                                                              | "Zij hem ziet."      | 45%                       | Bengaals, Hindi-Urdu, Japans, Koreaans, Latijn, Oudgrieks, Perzisch, Sanskriet, Turks |
| SVO                                                                              | "Zij ziet hem."      | 42%                       | Chinees, Engels, Frans, Hausa, Italiaans, Nederlands, Maleis, Russisch, Spaans        |
| VSO                                                                              | "Ziet zij hem."      | 9%                        | Arabisch, Bijbels Hebreeuws, Filipijns, Iers, Toeareg, Welsh                          |
| VOS                                                                              | "Ziet hem zij."      | 3%                        | Malagasitalen, Baure, Car                                                             |
| OVS                                                                              | "Hem ziet zij."      | 1%                        | Apalaí, Hixkaryana, Klingon                                                           |
| OSV                                                                              | "Hem zij ziet."      | 0%                        | Warau, Kabardijns                                                                     |
| Frequentie van woordvolgordes in talen bestudeerd door Russell S. Tomlin in 1986 |                      |                           |                                                                                       |

De SVO-volgorde (Subject - Verb - Object) is in de taaltypologie in veruit de meeste talen, waaronder het Nederlands, de meest gebruikelijke volgorde van woorden en zinsdelen in hoofdzinnen. De persoonsvorm staat hierbij achter het subject, maar voor het object. Een voorbeeld is de Nederlandse hoofdzin De koe (onderwerp) eet (persoonsvorm) gras (lijdend voorwerp). 
Meer dan 75% van alle talen van de wereld hanteren als standaardnorm de SOV-volgorde of SVO-volgorde. De SVO-volgorde is, na de SOV-volgorde, de meest gebruikte volgorde. De SVO-volgorde is ook het meest gebruikelijk in talen die voor het overige tot totaal verschillende taalfamilies behoren. Zo is de SVO-volgorde het meest gebruikelijk in zowel de West-Germaanse talen als in het Fins, Swahili en in de Chinese talen. Dit duidt op een universele tendens om het object in de zin vooraf te laten gaan door het subject, die in analytische talen nog sterker is dan in synthetische. 
In het Russisch kunnen alle mogelijke volgordes van subject, object en persoonsvorm door elkaar worden gebruikt; dit heeft echter wel consequenties voor de nadruk die de spreker legt: de SVO-volgorde geldt als neutrale woordvolgorde, andere varianten zijn minder neutraal en geven aan waar de spreker de nadruk op wil leggen.
De voorkeurspositie van het subject ten opzichte van het object manifesteert zich eveneens in een voorkeur voor de bedrijvende vorm boven de lijdende vorm.